# Cuthbert Grant

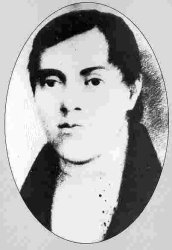
Cuthbert Grant

Cuthbert Grant (ur. 1793, zm. 15 lipca 1854) – przywódca Metysów, dowódca oddziałów metyskich w bitwie pod Siedmioma Dębami (1816) oraz negocjator porozumienia pokojowego z Siuksami po bitwie pod Grand Coteau (1851).

## Życiorys
Cuthbert Grant urodził się w 1793 w Fort de la Rivière Tremblante (Fort Tremblant) w Saskatchewan. Ojciec Cuthberta był Szkotem, partnerem Kompanii Północno-Zachodniej. Matka była metyską mającą w żyłach krew Indian Kri. Gdy ojciec Cuthberta zmarł w 1799, opiekę nad dzieckiem przejął William McGillivray. Zgodnie z życzeniem ojca, w 1801 chłopca wysłano do szkoły w Szkocji. Po powrocie z Europy w 1812 zaczął pracę urzędnika Kompanii. Z czasem stał się znany wśród Metysów, został ich mentorem i przywódcą. 
W wyniku konfliktu rywalizujących ze sobą kompanii i bitwy pod Siedmioma Dębami w 1816, w której Grant dowodził Metysami sprzymierzonymi z Kompanią Północno-Zachodnią, doszło do jej połączenia z Kompanią Zatoki Hudsona w 1821. Grant, który miał już wielką sławę jako sprawny administrator i twardy przywódca, objął z rąk Gubernatora nowej Kompanii Zatoki Hudsona stanowisko dozorcy terenów preriowych kompanii – Warden of the Plains. Do jego obowiązków należało organizowanie polowań na bizony, z mięsa których produkowano cenny pemikan. W 1828 powierzono mu organizację obrony kolonii Red River. W 1829 uruchomił tam pierwszy młyn, później został szeryfem i sędzią.
Po bitwie Metysów ze Siuksami pod Grand Coteau w 1851 Grant wynegocjował bardzo korzystny układ z Siuksami otwierający dla Metysów obszar prerii, a jednocześnie dający Indianom  należny im udział w handlu mięsem.
Był trzykrotnie żonaty. Zmarł w 1854 w wyniku obrażeń po upadku z konia.